# Michelle Van Mol
Michelle Van Mol (7 februari 2002) is een Belgisch tennisster en padelster.

## Levensloop
Op het wereldkampioenschap padel van 2022 te Dubai behaalde ze met het Belgisch team een vierde plaats.